# Marija Ahačič Pollak
Marija Ahačič Pollak, slovenska pevka, skladateljica, besedilopiska; * 8. maj 1937, Tržič.

## Življenje
Rodila se je v Tržiču v glasbeni družini, mami Mariji in očetu Rudolfu. Po osnovni šoli in nižji gimnaziji se je vpisala na kranjsko gimnazijo. Učila se je solopetja, od devetega leta na glasbeni šoli pa tudi igranja klavirja. Po maturi na kranjski gimnaziji leta 1955 se je v Ljubljani vpisala na Akademijo za glasbo. Po uspešni avdiciji leta 1956 je postala pevka pri Ansamblu Slavka Avsenika, s katerim je zapela med drugim pesem Tam, kjer murke cveto. Nastopala je tudi z orkestrom RTV Ljubljana pod vodstvom Bojana Adamiča. Po treh letih zakona se je leta 1960 odpravila za svojim soprogom v Kanado. Po prihodu v Montreal se je vpisala na Univerzo Mc Gill in dokončala likovno pedagoško smer.  Že leta 1962 je prvič nastopila s slovensko pesmijo na CTV in prejela na natečaju prvo nagrado. Odtlej je z diapozitivi in slovensko pesmijo promovirala slovensko kulturno in glasbeno tradicijo. Nastopala je v vlogi pianistke, pevke in kulturne delavke. S svojo, v celoti avtorsko ploščo glasbe in besedila, s tematiko izseljenstva se je predstavila leta 1980, slovenske ljudske pesmi pa je posnela na svoji drugi plošči Pojte z menoj leta 1986. Uveljavila se je kot ustanoviteljica in odgovorna urednica radijske oddaje Glas kanadskih Slovencev pod okriljem Vseslovenskega kulturnega odbora v Torontu, občasno pa kot urednica in voditeljica v oddaji še vedno sodeluje. Leta 1994 je postala predsednica Vseslovenskega koordinacijskega odbora za kulturo v Torontu, ki združuje vsa slovenska društva v Ontariu. Leta 1991 je ustanovila dekliško vokalno skupino Plamen. Leta 2005 je izdala svoj knjižni prvenec Nitke življenja, v katerem je opisala zgodbo družine Martinčkovi iz Tržiča.

## Nagrade
Marca 2005 je prejela red zasluge Republike Slovenije za svojo vsestransko kulturno poslanstvo med rojaki in širšo skupnostjo. Decembra 2005 ji je Občina Tržič podelila diplomo za promocijo države in Tržiča v svetu, Javni sklad Republike Slovenije za kulturne dejavnosti pa ji je leta 2006 podelil Gallusovo listino.